# Arthur Edeson

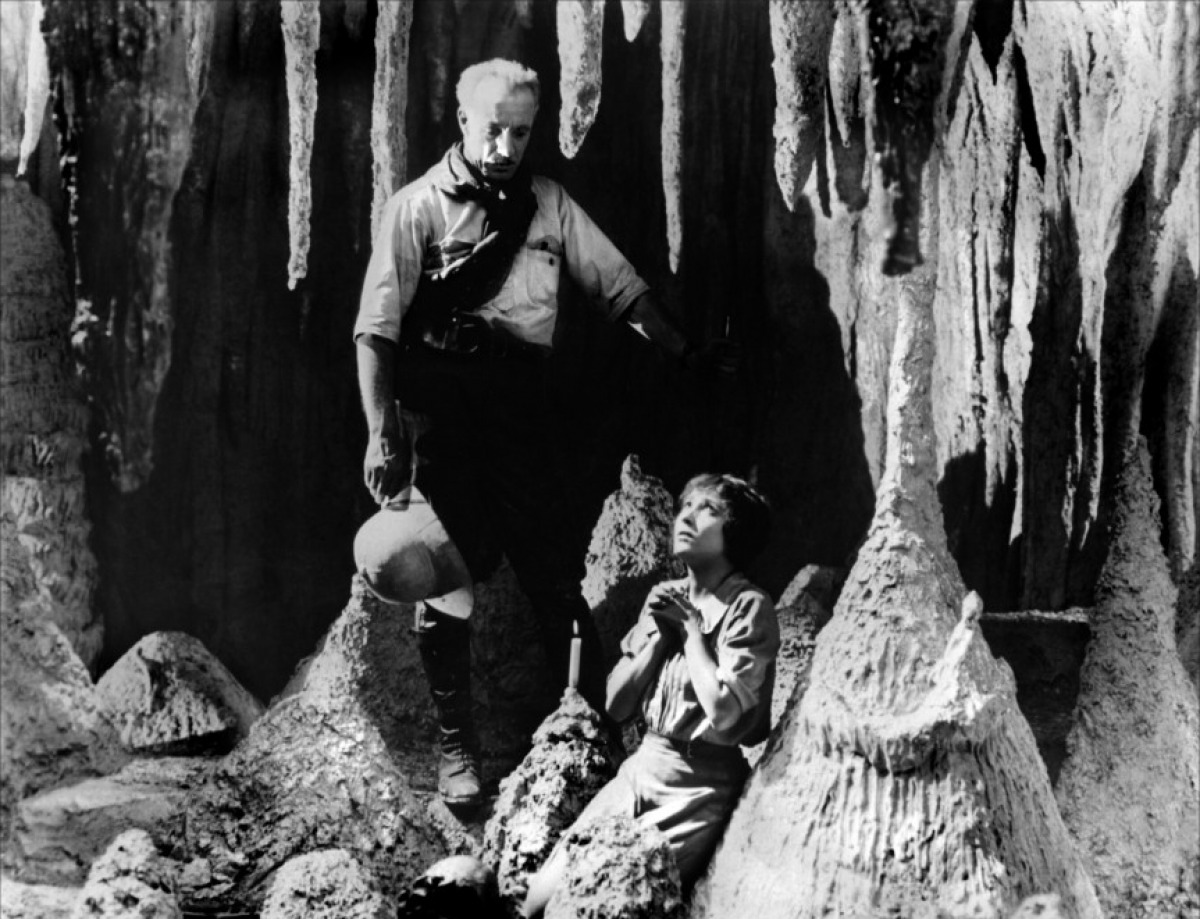
Le Monde perdu (1925), avec Lewis Stone et Bessie Love

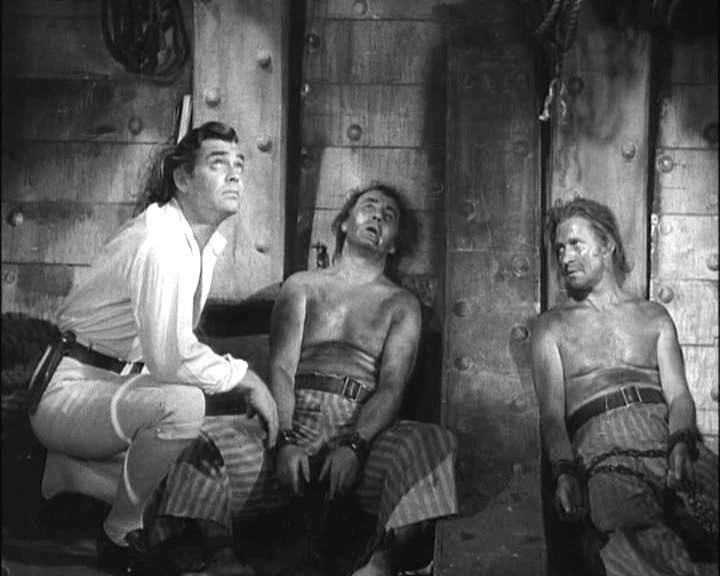
Les Révoltés du Bounty (1935), avec Clark Gable, Donald Crisp et Charles Irwin (de g. à d.)

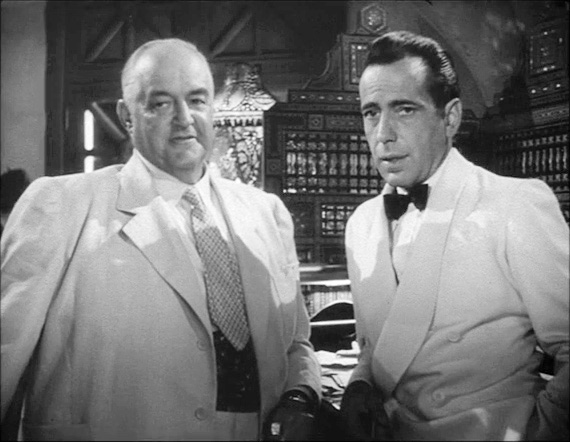
Casablanca (1942), avec Sydney Greenstreet (à g.) et Humphrey Bogart

Arthur Edeson, A.S.C., né le 24 octobre 1891 à New York (État de New York), mort le 14 février 1970 à Agoura Hills (Californie), est un directeur de la photographie américain.

## Biographie
Débutant comme chef opérateur en 1914, donc dans les premiers temps du cinéma muet, Arthur Edeson est à ce titre considéré comme l'un des pionniers du cinéma. Il collabore à près de 140 films américains jusqu'en 1949 (année où il se retire), notamment chez Universal Pictures et la Warner Bros.
Entre autres, il assiste les réalisateurs Michael Curtiz (Casablanca en 1942, avec Humphrey Bogart et Ingrid Bergman), John Huston (ex. : Le Faucon maltais en 1941, avec Humphrey Bogart et Mary Astor), Frank Lloyd (Les Révoltés du Bounty en 1935, avec Clark Gable et Charles Laughton), Jean Negulesco (ex. : Le Masque de Dimitrios en 1944, avec Sydney Greenstreet et Zachary Scott), Fred Niblo (Les Trois Mousquetaires en 1921, avec Douglas Fairbanks), Raoul Walsh (ex. : le western La Piste des géants en 1930, avec John Wayne), ou encore James Whale (ex. : L'Homme invisible en 1933, avec Claude Rains).
En 1919, Arthur Edeson est l'un des membres fondateurs de l'American Society of Cinematographers (A.S.C.), dont il est le président en 1953-1954.
Au cours de sa carrière, il reçoit trois nominations à l'Oscar de la meilleure photographie, mais n'en gagne pas.

## Filmographie partielle

### Années 1910
- 1917 : Presque mariés (Nearly Married) de Chester Withey
- 1917 : The Stolen Paradise de Harley Knoles
- 1919 : Cheating Cheaters d'Allan Dwan

### Années 1920
- 1921 : Les Trois Mousquetaires (The Three Musketeers) de Fred Niblo
- 1922 : Robin des Bois (Robin Hood) d'Allan Dwan
- 1922 : The Worldly Madonna de Harry Garson
- 1924 : Le Voleur de Bagdad (The Thief of Bagdad) de Raoul Walsh
- 1925 : Le Sublime Sacrifice de Stella Dallas (Stella Dallas) d'Henry King
- 1925 : Le Monde perdu (The Lost World) d'Harry O. Hoyt
- 1926 : L'Oiseau de nuit (The Bat) de Roland West
- 1926 : Just Another Blonde d'Alfred Santell
- 1927 : McFadden's Flats de Richard Wallace
- 1927 : The Gorilla d'Alfred Santell
- 1928 : In Old Arizona d'Irving Cummings
- 1929 : Têtes brûlées (The Cock-Eyed World) de Raoul Walsh
- 1929 : Folle jeunesse (Girls Gone Wild) de Lewis Seiler

### Années 1930
- 1930 : À l'Ouest, rien de nouveau (All Quiet on the Western Front) de Lewis Milestone
- 1930 : La Piste des géants (The Big Trail) de Raoul Walsh
- 1931 : Waterloo Bridge de James Whale
- 1931 : Hors du gouffre de Raoul Walsh
- 1931 : Frankenstein de James Whale
- 1931 : Doctors' Wives de Frank Borzage
- 1932 : Révolte à Sing Sing (The Last Mile)
- 1932 : Une femme survint (Flesh) de John Ford
- 1932 : Une soirée étrange (The Old Dark House) de James Whale
- 1933 : A Study in Scarlet d'Edwin L. Marin
- 1933 : L'Homme invisible (The Invisible Man) de James Whale
- 1933 : La Vie de Jimmy Dolan (The Life of Jimmy Dolan) d'Archie Mayo
- 1934 : Voici la marine (Here comes the Navy) de Lloyd Bacon
- 1935 : Dinky de D. Ross Lederman et Howard Bretherton
- 1935 : While the Patient Slept de Ray Enright
- 1935 : Les Révoltés du Bounty (Mutiny on the Bounty) de Frank Lloyd
- 1935 : Le Bousilleur (Devil Dogs of the Air) de Lloyd Bacon
- 1936 : La Flèche d'or (The Golden Arrow) d'Alfred E. Green
- 1936 : Brumes (Ceiling Zero) d'Howard Hawks
- 1936 : Courrier de Chine (China Clipper)
- 1936 : Satan Met a Lady de William Dieterle
- 1936 : En parade (Gold Diggers of 1937) de Lloyd Bacon
- 1937 : Monsieur Dodd prend l'air (Mr. Dodd Takes the Air) d'Alfred E. Green
- 1937 : La ville gronde (They won't forget) de Mervyn LeRoy
- 1937 : Sous-marin D-1 (Submarine D-1) de Lloyd Bacon
- 1938 : Joyeux Compères (Cowboy from Brooklyn) de Lloyd Bacon
- 1938 : Swing Your Lady de Ray Enright
- 1938 : Menaces sur la ville (Racket Busters) de Lloyd Bacon
- 1939 : Service secret de l'air (Secret Service of the Air) de Noel M. Smith
- 1939 : Nancy Drew... Reporter de William Clemens
- 1939 : Les Ailes de la flotte (Wings of the Navy) de Lloyd Bacon
- 1939 : À chaque aube je meurs (Each Dawn I die) de William Keighley

### Années 1940
- 1940 : La Femme aux cheveux rouges (Lady with Red Hair) de Curtis Bernhardt
- 1940 : Une femme dangereuse (They drive by Night) de Raoul Walsh
- 1941 : Le Faucon maltais (The Maltese Falcon) de John Huston
- 1941 : Sergent York (Sergeant York) de Howard Hawks (photographie des séquences de bataille)
- 1942 : The Male Animal d'Elliott Nugent
- 1942 : Casablanca de Michael Curtiz
- 1942 : Griffes jaunes (Across the Pacific) de John Huston
- 1943 : Remerciez votre bonne étoile (Thank your Lucky Stars) de David Butler
- 1944 : Le Masque de Dimitrios (The Mask of Dimitrios) de Jean Negulesco
- 1944 : Les Conspirateurs (The Conspirators) de Jean Negulesco
- 1946 : Meurtre au port (Nobody Lives Forever) de Jean Negulesco
- 1946 : Ne dites jamais adieu (Never say Goobye) de James V. Kern
- 1946 : La Fille et le Garçon (The Time, the Place and the Girl) de David Butler
- 1946 : Trois Étrangers (Three Strangers) de Jean Negulesco
- 1946 : Two Guys from Milwaukee de David Butler

## Nominations
- Oscar de la meilleure photographie (nominations uniquement) :
  - En avril 1930, pour In Old Arizona ;
  - En novembre 1930, pour À l'Ouest, rien de nouveau ;
  - Et en 1944, catégorie noir et blanc, pour Casablanca.